# 偷組
偷組（ぬすみぐみ）

## 活動紀錄
在前田家《寛永4年侍帳》的紀錄，可以見到偷組的名稱，而偷組的起源是前田利家為蒐集各地情報，起用武田信玄舊臣四井主馬招募五十名伊賀流忍者，組織起屬於加賀藩的一支忍軍，專司游走各地蒐羅情報，但在德川家康發起大坂之役消滅豐臣家後，藩主前田利常為免遭江戶幕府猜忌，遂將偷組解散。但也有一說，偷組的解散是避免幕府關注的假情報，實則偷組仍於暗地裡活躍。
而前田家分家的富山藩也存在「薬売り」這組人員，以二千名行商人分成二十二組行走全國販售藥物，表面上是為富山藩籌措經費，但實則入不敷出，因此也屢被後世懷疑，這批「薬売り」就是由偷組轉形。

## 相關作品
在漫畫花之慶次中，偷組首領四井主馬曾有登場，奉命狙擊男主角前田慶次，而偷組忍者捨丸亦投效慶次，成為他的侍從。

## 關連項目
- 前田利家
- 忍者